# اندیس لکرکوه
لکرکوه یک اندیس فلزی است که در حوالی شهر لکر کوه استان کرمان قرار دارد و مادهٔ معدنی موجود در آن، مس است.سنگ میزبان این اندیس شیل_ سنگ آهک استروماتولیتی است و دیرینگی آن به دوران دونین می‌رسد. 